# 利物浦中央站
利物浦中央車站（英語：Liverpool Central railway station）位於英國利物浦，為默西鐵路北線與威勒尔线上的一座地下車站。儘管本站比利物浦萊姆街站小，但本站是默西鐵路最繁忙的車站，每天為40,000人次提供服務。
利物浦中央車站是默西鐵路網絡上九個配備有自動檢票口的車站之一。

## 歷史

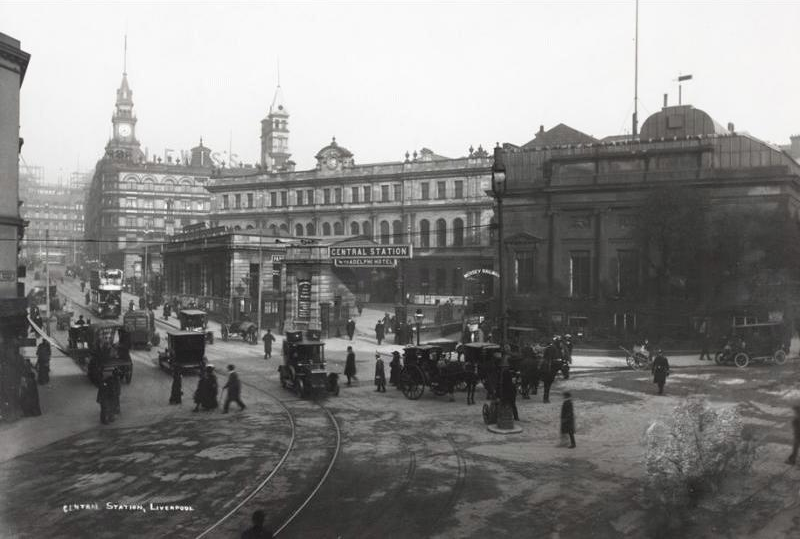
1911年時的利物浦中央車站

1874年3月2日，利物浦中央地面車站啟用。本站取代了不倫瑞克站，成為柴郡線鐵路於利物浦的總站。此外，本站亦成為了該鐵路公司的總部，車站建築有三層、高 20 米。當時地面車站一共設有6座月台，並提供前往曼徹斯特中央（車程為45分鐘，為當時來往曼徹斯特和利物浦的最快途徑）、倫敦聖潘克拉斯、赫爾、哈里奇、斯托克波特、紹斯波特和倫敦馬里波恩站的列車服務。
1892年1月11日，本站的地底月台啟用，自此列車得以通過地下隧道穿越默西河，連接本站和對岸的伯肯黑德。
受比欽大斧影響，本站地面月台的大部分列車服務於1966年時均已轉移至萊姆街站，只剩下少量通勤列車仍使用地面月台。本站的地面月台於1972年4月17日停用，並隨後被拆除。原址曾被用作停車場。雖然如此，本站的地底部分仍保持開放。
2012年4月23日，本站暫時關閉以進行翻新工程。同年8月25日，大堂及威勒爾線月台翻新完成並重新開放；10月22日，北線月台亦重開。

## 設施
2009 年 11 月，位於地面的旅客中心開業，取代了以前的售票處和報刊亭； 這裡出售門票、報紙、食物和飲料。 本站亦有廁所、自動取款機、免費無線網絡和食品自動售貨機。 站內設有自動扶梯和升降機通往兩個北線月台和位於深層的威勒爾線月台。 自行車架可容納 30 架自行車，安全存儲則可容納 16 架自行車。

## 列車服務

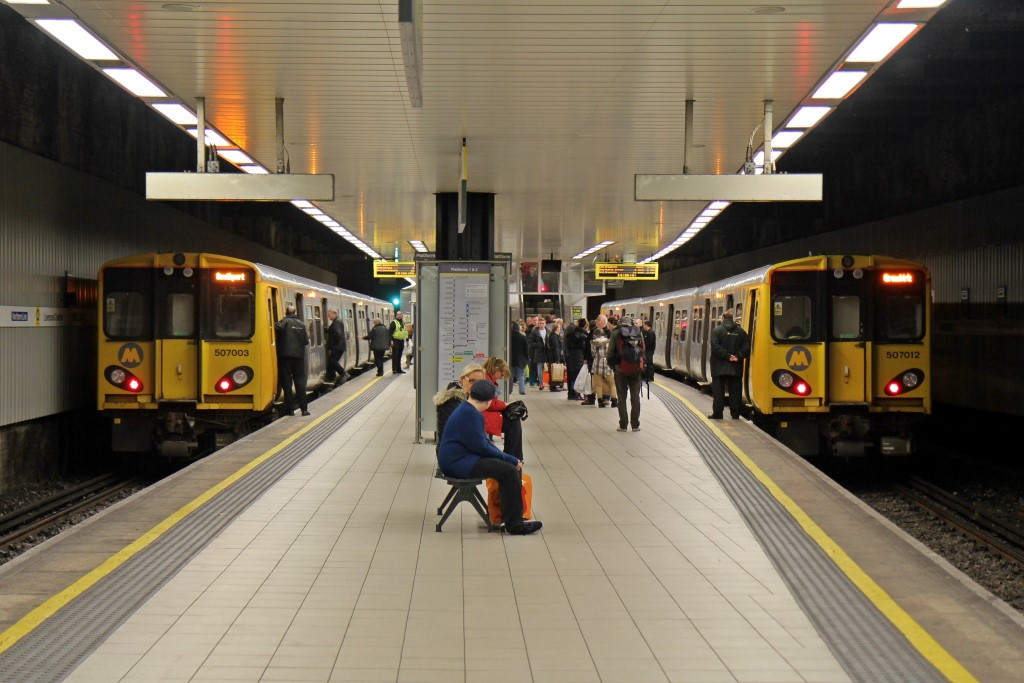
北線月台

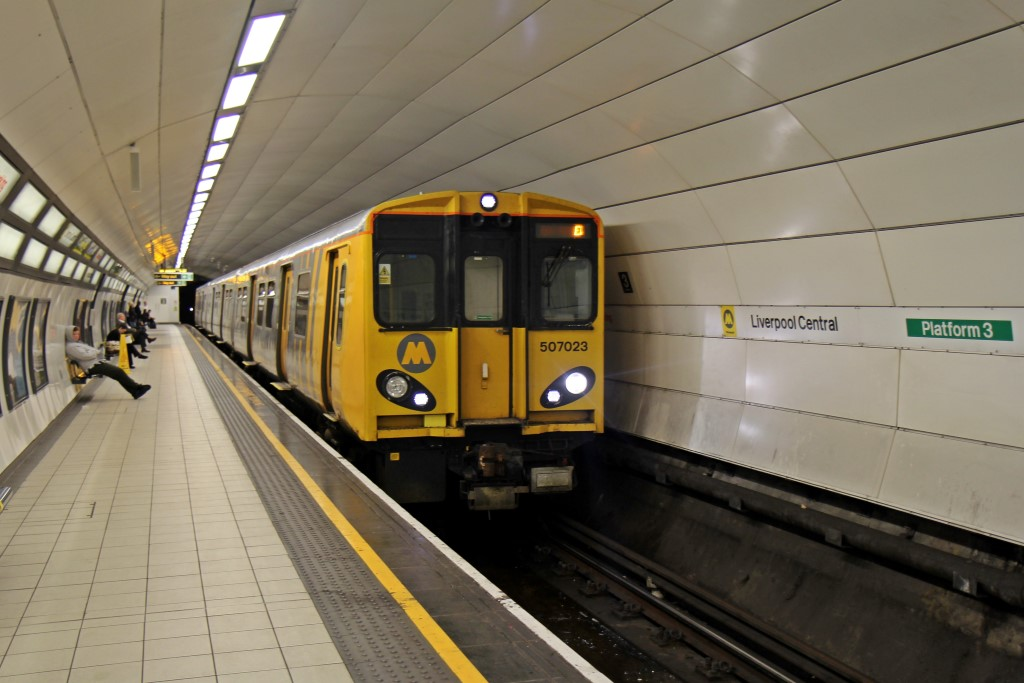
威勒爾線月台

本站均由默西鐵路的英國鐵路507型、508型電力動車組列車提供服務。

### 北線
北線列車主要有以下兩種營運模式：
- 亨斯十字（Hunts Cross）至紹斯波特
- 利物浦中央至奧姆斯柯克 / 柯比（Kirkby）

本站於非繁忙時間的北線班次（每小時）為：
- 4班 往紹斯波特
- 4班 往奧姆斯柯克
- 4班 往柯比
- 4班 往亨斯十字

所有列車班次於週日會縮減至每小時2班。

### 威勒爾線
非繁忙時間的班次（每小時）為：
- 4班 往新布萊頓
- 4班 往西卡比（West Kirby）
- 4班 往切斯特
- 2班 往埃爾斯米爾港

在晚上和週日，所有列車班次會縮減至每小時2班。

## 未來

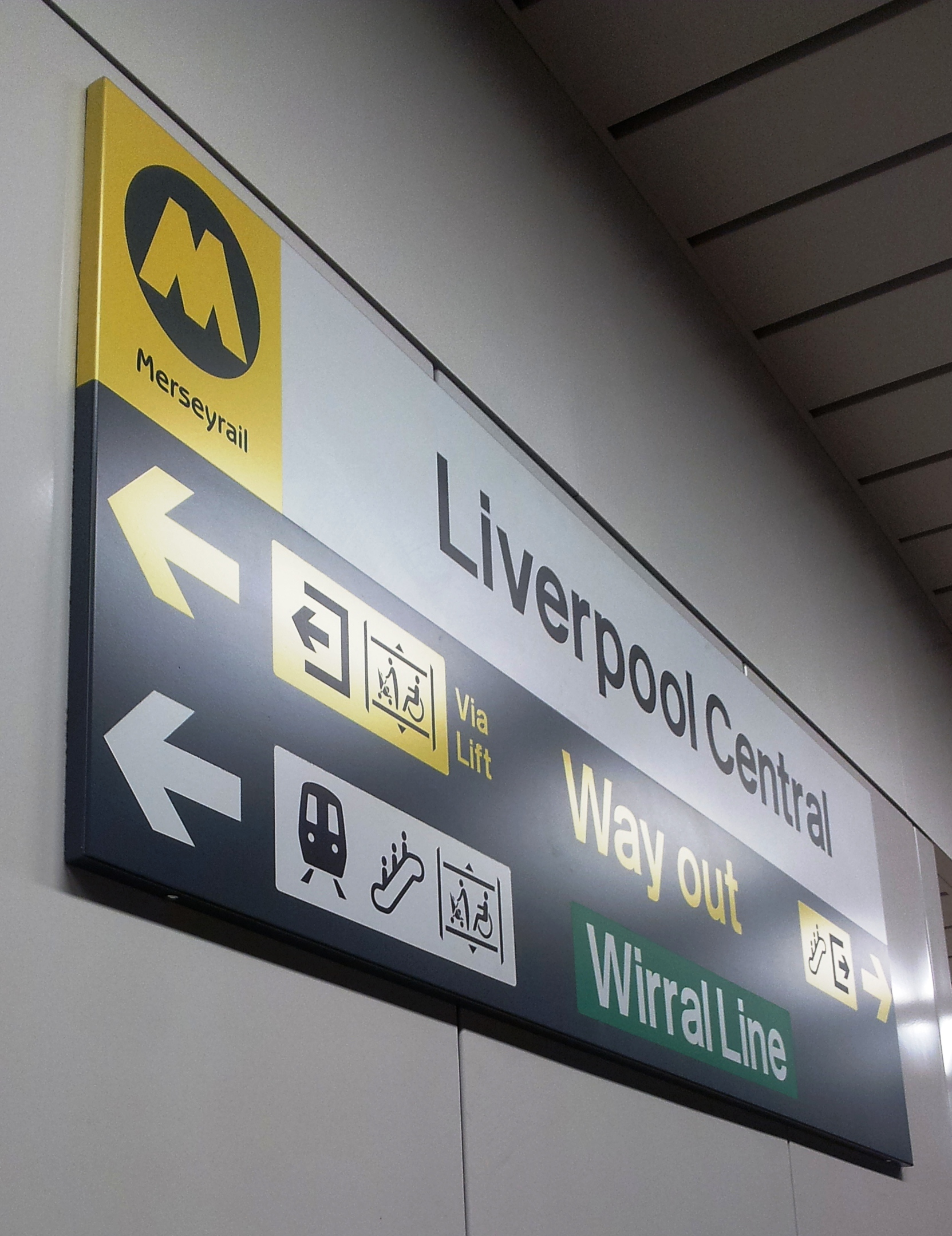
利物浦中央車站標誌

默西運輸（Merseytravel）於 2014 年製作的利物浦市區長期鐵路策略文件提出了重新開放本站和邊山站之間的一段地下隧道，以便利物浦中心與邊山及更東的地方連接起來。默西運輸曾為本站和邊山站之間設立新鐵路線進行可行性研究，該研究於 2016 年 5 月完成。研究報告發現，該地下隧道狀況良好，儘管有些地方遭受水浸，需要進行一些補救工作，但重新開放隧道的想法是可行的。
英國鐵路網公司曾計劃於 2016/17 年度於本站增加多一部通往北線月台的電梯。然而，截至 2016 年底，安裝工程尚未開始。英國運輸部副部長 保羅·梅納德確認，由於資金問題，工程最早要到 2019 年才能啟動。